# 南屯國民運動中心
南屯國民運動中心是臺灣臺中市的國民運動中心，位於南屯區，是一棟地下兩樓、地上五樓的建築物。為台中市第三座完工的國民運動中心，也是第一座社區型運動中心。

## 設施介紹
- B2 / 停車場
- B1 / 游泳池、SPA、蒸氣室、烤箱室
- 1F / 服務櫃台、販賣部、餐飲部、哺乳室、機車停車場
- 2F / 有氧教室、瑜珈教室、飛輪教室、健身房
- 3F / 羽球場
- 4F / 辦公室
- 5F / 綜合球場

## 外部連結
- 臺中市政府運動局-南屯國民運動中心 （页面存档备份，存于）
- 南屯國民運動中心 （页面存档备份，存于）
- 南屯國民運動中心的Facebook專頁
- 南屯國民運動中心的Instagram帳戶
- YouTube上的南屯國民運動中心頻道